# Valerio Virga
Valerio Virga (* 29. Juni 1986 in Rom) ist ein italienischer Fußballspieler.
Virga ist ein Mittelfeldspieler und entstammt der Nachwuchsarbeit von AS Rom. Im Trikot des dreifachen italienischen Meisters feierte er auch am 10. April 2005 gegen Udinese (3:3) sein Debüt in der Serie A, fünf weitere Spiele sollten folgen. In der Saison 2005/06 war Virga an Ascoli verliehen, kam dort aber nie zum Einsatz. 2006/07 stand Virga wieder im Kader der Roma und bestritt vier Meisterschaftsspiele. In der darauffolgenden Spielzeit 2007/08 wechselte Virga auf Leihbasis in die Serie B zu Grosseto, wo er immerhin 23 Einsätze verzeichnete.
In der Saison 2008/09 stand Virga wieder im Kader vom AS Rom, allerdings gehören schon seit 2005 50 Prozent seiner Transferrechte Palermo.
Virga bestritt bisher ein U-21-Länderspiel für Italien im Jahr 2006.